# Álomfejtés
Az álomfejtés a jövendölés egyik formája, amely az álmok segítségével hivatott megjósolni a jövőt. Az elméletet a tudósok és a szkeptikusok is elvetik babonaként hivatkozva rá, hiszen semmilyen kísérlet nem igazolta még az álomfejtés hitelességét. Nem csak a jövőbelátás egyik eszköze, pszichológiai jelentőséggel is bír, hiszen az álmok tudatalatti gondolataink és érzelmeink kivetülései is.

## Története
Az álomfejtés legkorábbi megjelenése az ókorra datálható, Egyiptomban ugyanis kb. négyezer éve összegyűjtötték a jövendölésre alkalmas álmok listáját. Ezekben az időkben az a hiedelem élt, hogy az álmokat az istenek küldik, hogy eképpen irányítsák a sorsunkat, vagy jelezzenek előre betegségeket, tragédiákat, akár még pozitív kimenetelű történéseket is.
Az ókori görögök számára meghatározó volt az álomfejtés. A tengerészek útra kelésük előtt Poszeidón templomában töltötték az éjszakát és úgy hitték, álmukban megjelenik, hogy sikeresen visszatérnek-e, vagy sem.
Az álmok isteni mivolta egészen a 19. századig a köztudatban maradt, amikor ugyanis Alfred Maury álmokról szóló tanulmányában kifejtette, hogy az álmok alvás közben hibásan érzékelt benyomások, érzések és ezeket testi okok, vagy külső ingerek váltják ki.

## Az álomfejtés írásos emlékei
A téma népszerűségét remekül reprezentálja az a mennyiségű irodalmi alkotás, mely az álomfejtéssel foglalkozik, de legalábbis említést tesz róla. Ezen írásos emlékek megjelenése szintén az ókorig vezethető vissza.

### Mezopotámia
Az első ismert írásos emléket, amelyben említést tesznek az álmok megfejtéséről, az ókori sumerek hagyták ránk i.e. 3100-ból. A mezopotámiai történelemben mindig is hatalmas szerepet kapott az álmok segítségével történő jóslás, a királyok is nagy figyelmet szenteltek neki. A Gilgames-eposzban többször is szó esik az álmok profetikus erejéről.

### Egyiptom
A legrégebbi irat, ami teljes egészében az álomfejtéssel foglalkozott, a fentebb említett négyezer éves álmoskönyv, mely ma a British Museumban található meg. Az ebből fennmaradt írásokat Kasia Szpakowska fordította angolra.

### Görögország
Az álmokkal történő jövendölés mindig is elterjedt volt az ókori Görögországban, illetve Rómában is. Az egyetlen fennmaradt írásos emléket Artemidorus-nak köszönhetjük.

## Pszichológiai megközelítés

### Sigmund Freud
A pszichoanalízis számára az álomfejtés egy hathatós eszköz a tudatalatti felfedezésében. Freud Álomfejtés (1899) című könyvében fejti ki, hogy minden álomtartalom motivációja a vágyteljesítés, és általánosságban az álom az azt megelőző nap folyamán megélt eseményekből építkezik. Kicsi gyerekeknél, állítja Freud, ez különösen jól megfigyelhető, hiszen elég egyértelműen álmodnak a vágyak beteljesüléséről, melyeket az álom napján bennük felkeltettek. A felnőttek esete összetettebb, mert álmaik torzításnak vannak kitéve: az álom "manifeszt tartalma" egy erősen álcázott származtatása a "látens álom-gondolatoknak", melyeket tartalmaz a tudatalatti. E torzulás és álcázás következtében minden álom valódi értelme rejtett, az álmodó nem képesebb felismerni álma valódi értelmét, mint a hisztériában szenvedő, aki nem érti neurotikus tünetei jelentőségét.
Freud megfogalmazásában a látens álom-gondolat "a cenzor" (későbbi terminológiában "szuper-egó") intra-pszichés erejének van kitéve, mellyel az ébrenlét során az elnyomott vágyak tudatalattiból a tudatba való feltörését teljesen megakadályozza; a mélyalvás során ezek ugyan felrémlenek, de a védelem még mindig elég erős ahhoz, hogy egy álcázó lepel elfedje valódi természetüket. Nézetei szerint az álom kompromisszum, amely biztosítja, hogy az alvásfolyamat nem szakad meg: "az elnyomott vágyak álcázott beteljesüléseként" a vágyakat beteljesültként jeleníti meg, hogy azok ne zavarják és ébresszék fel az álmodót. Ezért felsorolásba szedte a torzító műveleteket, melyek az álmot átformálják, és melyek miatt az álom manifesztjén keresztül a látens tartalomig eljutni– ami különben, a nagy különbségek miatt, igen problémás lenne– a legegyszerűbb, ha ezeket a torzulásokat megfordítjuk, hogy meg tudjuk közelíteni a látens gondolatot.
E műveletek között szerepelt:
- Sűrítés– egyetlen álom-objektum több asszociációt és gondolatot reprezentál.
- Eltolás– az álom-objektum lelki jelentősége elválik a valódi tárgytól vagy tartalomtól, és egy teljesen másikhoz kapcsolódik, amely nem kelti fel a cenzor gyanúját.
- Vizualizáció– a gondolat vizuális kép alakját ölti.
- Szimbolizmus– egy szimbólum helyettesít egy cselekvést, személyt vagy ideát.

Ezekhez még kapcsolódik a "másodlagos kidolgozás", azaz az eredménye az álmodó természetes törekvésének, hogy narratív értelmet adjon a manifeszt tartalom különböző elemeinek.
Freud szerint a szorongásos álmok és rémálmok az álommunka kudarcának az eredményei. Nem a vágyteljesítés elméletének mondanak ellent, hanem ezek az egó reakciói a túl erős, vagy nem elég hatékonyan álcázott vágyakra. A traumatikus álmok (amely során az álomban egyszerűen megismétlődik a traumatikus élmény) később már elismerten kivételnek számítottak ez alól.

### Carl Jung
Habár nem vetette el teljesen Freud álomfejtési modelljét, Jung az álmokat, mint az elnyomott vágyak reprezentációit, korlátozott érvényességűnek találta. Meggyőződése volt, hogy az álomfejtés hatásköre sokkal szélesebb, hiszen egyaránt a személyes és a kollektív tudatalatti gazdagságát és komplexitását tükrözi. Jung szerint a psziché önszabályozó organizmus, melyek tudatos attitűdjei annak ellentéteivel egészülnek ki az álomban. Tehát az álom szerepe az embert a teljesség felé vezetni egy belső párbeszéden keresztül.
Az álomban archetípusok jelenhetnek meg, mint az "animus", az "anima", az árny és mások, melyek álombeli szimbólumokként vagy személyekként testesülnek meg, mint öregember, fiatal hajadon, vagy akár óriáspók. Ezek mindegyike egy tudatalatti attitűdöt reprezentál, melyek a tudatos elme számára többnyire rejtettek. Habár szerves részei az álmodó pszichéjének, ezek a manifesztációk többnyire autonómok és az álmodó őket külső, önálló személyiségekként fogja fel. Az archetípusok megismerése ezen szimbolikus személyeken keresztül fejleszti az álmodó tudatosságát a tudatalatti attitűdökkel kapcsolatban, így foglalva egybe a látszólag különálló részeit a pszichének, ezzel hozzásegítve az álmodót a holisztikus önmegértéshez.

## Fordítás
Ez a szócikk részben vagy egészben  az   Oneiromancy című angol Wikipédia-szócikk ezen változatának fordításán alapul.  Az eredeti cikk szerkesztőit annak laptörténete sorolja fel. Ez a jelzés csupán a megfogalmazás eredetét és a szerzői jogokat jelzi, nem szolgál a cikkben szereplő információk forrásmegjelöléseként.